# Contrôle frontalier

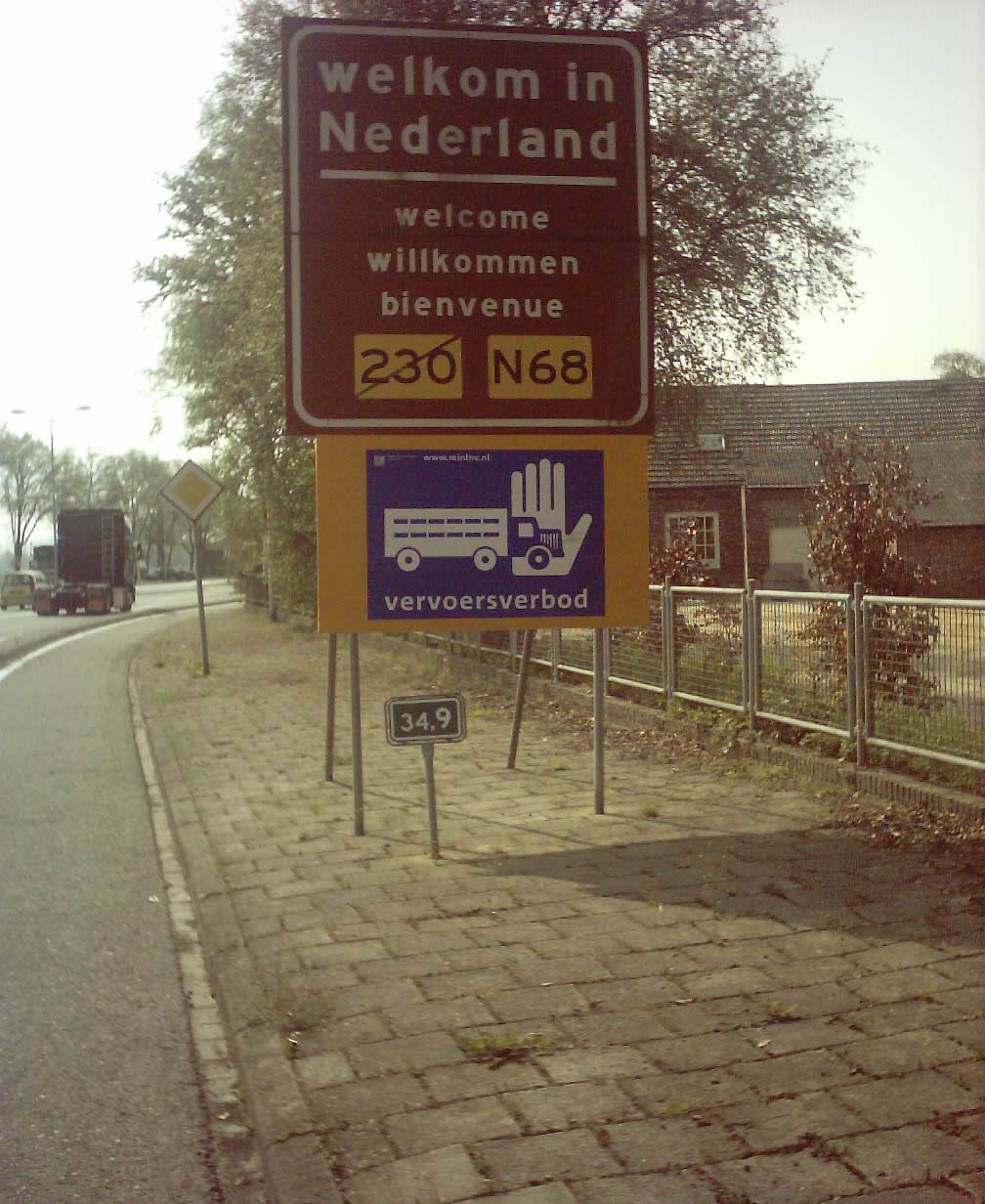
Frontières entre l'Allemagne et les Pays-Bas.

Un contrôle frontalier, ou contrôle douanier, est une mesure prise par un pays dans le but de sécuriser ou réguler ses frontières. Les contrôles frontaliers sont mis en place pour contrôler les allers et retours d'objets ou animaux appartenant aux voyageurs. Des agences gouvernementales spécialisées occupent habituellement cette fonction. De telles agences s'occupent de fonctions variées comme l'immigration, la sécurité et la mise en quarantaine, entre autres. 

## Histoire
Les contrôles frontaliers ont été mis en place après la Première Guerre mondiale.

## Fonctions
Les contrôles frontaliers s'effectuent pour réguler l'immigration (légale ou illégale), surveiller la sécurité des citoyens et exercer des fonctions de douanier comme : empêcher l'importation ou l'exportation de drogues ou autres produits illégaux ou limiter ou empêcher la propagation des virus chez les humains et les animaux (voir quarantaine).
Le niveau des restrictions frontalières dépendent du pays et des frontières concernées. Dans certains pays, les contrôles s'effectuent selon les origines ethniques des voyageurs ou des pays qu'ils ont visité. D'autres préfèrent vérifier le contenu des bagages pour éviter le transport de marchandises illégales ou de substances explosives.